# Talisia bullata
Talisia bullata är en kinesträdsväxtart som beskrevs av Ludwig Radlkofer. Talisia bullata ingår i släktet Talisia och familjen kinesträdsväxter. Inga underarter finns listade i Catalogue of Life.